# Anton Czupkow
Anton Michajłowicz Czupkow (ros. Антон Михайлович Чупков; ur. 22 lutego 1997 w Moskwie) – rosyjski pływak specjalizujący się w stylu klasycznym, medalista igrzysk olimpijskich z 2016 roku, mistrz świata i Europy.

## Kariera
W czerwcu 2015, podczas igrzysk europejskich zdobył cztery medale. Dwa z nich wywalczył na dystansie 100 i 200 m stylem klasycznym, pozostałe w sztafetach, męskiej i mieszanej 4 × 100 m stylem zmiennym. Rosyjska sztafeta męska ustanowiła na tych zawodach rekord świata juniorów z czasem 3:36,38.
Kilka tygodni później, na mistrzostwach świata seniorów w rosyjskim Kazaniu w półfinale  200 m żabką ustanowił rekord świata juniorów uzyskując czas 2:09,64.  W finale tej konkurencji zajął siódme miejsce.
Pod koniec sierpnia 2015 roku brał udział w mistrzostwach świata juniorów w Singapurze, gdzie zdobył cztery złote medale. W konkurencjach indywidualnych uplasował się na pierwszym miejscu na 100 i 200 stylem klasycznym. Pozostałe dwa złota wywalczył w sztafetach zmiennych. Na dystansie 50 m żabką zajął siódme miejsce.
Na igrzyskach olimpijskich w Rio de Janeiro w eliminacjach zajął pierwsze miejsce i z czasem 2:07,93 ustanowił nowy rekord Rosji na dystansie 200 m stylem klasycznym. W finale tej konkurencji zdobył brązowy medal i poprawił swój rekord kraju, uzyskując czas 2:07,70.
W 2017 roku podczas mistrzostw świata w Budapeszcie zdobył dwa medale. W półfinale 200 m stylem klasycznym czasem 2:07,14 ustanowił nowe rekordy Europy i mistrzostw. W finale zwyciężył, uzyskawszy czas 2:06,96. Poprawił tym samym rekordy Europy i mistrzostw świata. Czupkow płynął też w eliminacjach męskich sztafet 4 × 100 m stylem zmiennym. Otrzymał brązowy medal, kiedy Rosjanie zajęli w finale trzecie miejsce.